# Ludvig Frederik Brock
Ludvig Frederik (von) Brock (20. august 1774 på Biri Glasværk i Gudbrandsdalen – 22. november 1853 i Randers) var en dansk officer, far til Nicolai Stabel Brock.

## Karriere
Han var yngste søn af kaptajn ved 2. oplandske infanteriregiment Hans Henrik Brock (født i Nordland 1711, død 1780) og hustru af 2. ægteskab Johanne Gundsager f. Haberdorff (1741 i Bergen – 1780), blev landkadet i København i sit 13. år og afgik 1795 fra Landkadetakademiet som fændrik til Arveprins Frederiks Regiment, hvor han samme år blev sekondløjtnant og 1801 premierløjtnant. Brock, der alt fra akademiet af havde gjort sig bemærket ved fortrinlige åndsevner og fremtrædende praktisk sans, blev straks efter sin ansættelse ved regimentet meget anvendt til forskellige hverv uden for den egentlige tjeneste i geleddet, og det var således af kronprinsen bl.a overdraget ham at undersøge, hvorvidt Gudenå mellem Randers og Silkeborg kunne gøres prambar; hans i den anledning indgivne forslag vandt bifald og blev udført 1802. 1805 blev han kaptajn og ansat som adjudant ved kronprinsens hovedkvarter i Kiel; sendtes i 1807 efter at have organiseret kystvæbningen på Femern tillige med Wenzel Haffner til assistance for den efter nederlaget ved Køge noget modfaldne general Joachim Castenschiold og beklædte i 1808 ved det fransk-spanske hærkorps' marche gennem hertugdømmerne posten som pladskommandant i Flensborg.

## I Norge
Ved Generalstabens oprettelse samme år udnævntes han til divisionsadjudant og 1810 til major og overadjudant i staben. Året forinden var han imidlertid efter ønske af prins Christian Frederik, hans tidligere regimentschef, blevet ansat som stabschef ved 2. division, over hvilken prinsen da fik kommandoen, og hans skæbne skulle derved fastere end nogen andens blive knyttet til prinsens i de bevægede år, der fulgte efter, og som kulminerede i tiden mellem 21. maj 1813, da den til norsk statholder kaldede prins, ledsaget af Brock, efter en eventyrlig rejse matrosklædt steg i land ved hvaløerne for næste dag at holde højtideligt indtog i Christiania, og 4. november 1814, da drømmen om Norges bevarelse var bristet, og de på ny ved århus satte foden på dansk grund. Brock var under dette ophold i Norge efter en samtidigs vist pålidelige dom prinsens "brave, trofaste, modige og sandhedskjærlige Raadgiver", og der er ingen tvivl om, at han havde sin herres øre og besad hans fulde tillid, men nogen afgørende indflydelse på begivenhedernes gang, der væsentlig lededes af den norske generalstab og de Christian Frederik omgivende politikere, havde han ikke. Han var meget imod tanken om Norges udskillelse fra Danmark, hvilket han på det nærmeste betragtede som forræderi, og med sit nøje kendskab til prinsens svage karakter kunne han vel under de vanskelige forhold heller ikke love sig meget af det nye kongedømme; men da dette var blevet en kendsgerning, holdt han derpå til det yderste og mente, "at Norge burde forsvare sig, saa længe der var en Plads stor nok til, at Christian Frederiks Stol kunde staa sikkert derpaa". Vigtige og betroede sendelser var ham derimod overdragne, således bl.a. missionen i januar 1814 til Frederik VI for at forberede denne på, at en regeringsforandring i Norge mulig ville blive nødvendig, og sendelsen i august samme år til den svenske kronprins, der havde nægtet at ratificere konventionen i Moss, forinden demarkationslinjen var blevet trukket tættere om den norske hovedstad. Under den ved denne sammenkomst på fransk førte forhandling mellem kronprinsen og Brock søgte denne, som Carl Johan godt genkendte fra Flensborg, at imødegå den stillede fordring under henvisning til, at den svenske hær ikke kunne påberåbe sig at være i synderlig fordel, så længe den knap var kommet over grænsen og endnu ikke havde leveret noget hovedslag, og betonede derefter med fasthed det usikre, ja farlige i med våbenmagt at ville undertvinge et folk, der kæmpede for frihed og tilværelse, og som ikke ville sky til sidste mand at føre krigen igennem fra dets fjelde og bjergkløfter. På denne bemærkning fór kronprinsen med forstilt eller virkelig heftighed op og udråbte: "Je vous canonnerai dans vos montagnes", men afvæbnedes med den tørre ripost: "Tant pis pour vos artilleurs", og undertegnede nu konventionen. I øvrigt endte sammenkomsten på den venskabeligste måde, ved at Carl Johan i smigrende ord tilbød Brock en smuk stilling og lovede ham hurtigt avancement, hvis han vilde forblive i den norske hær, men Brock afslog det, søgte sin afsked og fulgte som anført prins Christian tilbage til Danmark, hvor han det følgende år ved Frederik VI'ss kroning på ny blev taget til tjeneste i sin forrige stilling som adjudant hos kongen og major – og kort efter oberstløjtnant – i Generalstaben. Hans militære løbebane skulle dog snart blive afsluttet ved en ondartet øjensygdom, der anfaldt ham 1822, og der blev da 1824, efter at han havde taget sin afsked, givet ham ansættelse som toldinspektør i Randers – en post, han røgtede med streng pligtopfyldelse, men tillige i velvillig og human ånd, således at han i en ualmindelig grad erhvervede sig byens og omegnens højagtelse og kærlighed, indtil 1829, da en fuldstændig blindhed nødte ham til også at nedlægge dette embede, og han udtrådte af statstjenesten som oberst og med pension som sådan.

## Indtræden i politik
Mærkelig nok var den stokblinde, 55årige mands livsgerning ikke hermed afsluttet. Ved sin energi, kundskabsfylde og glødende kjærlighed til sit fosterland åbnede Brock sig nye baner – 1834 som stænderdeputeret for Randers, 1838 som byens første rådmand og derefter i en række af år genvalgt til disse tillidshverv – for en omfattende virksomhed, der alene var nok til at sikre ham eftermælet som en af landets fremragende og fortjente borgere. Nogen nærmere redegørelse for denne hans virken skal ikke her gives, men det skal kun i almindelighed bemærkes, at medens hans indflydelse i kommunalrådet var betydelig, havde han i stænderforsamlingen med sit ideelle, fremadskuende livssyn ofte vanskelighed ved at trænge igjennem lige over for de jyske meddeputeredes seje vedhængen ved det gamle og regeringens gennemgående slappe ledelse. Således faldt hans 1836 stillede, vigtige forslag om indførelse af almindelig værnepligt igennem ved hemmelig afstemning. End mere opsigtvækkende over hele landet var hans holdning under adressediskussionen 1844, da han på det bestemteste udtalte sig for, at Prinsen af Augustenborg øjeblikkelig burde fjærnes fra sin post som statholder i Hertugdømmerne. Brock, der til støtte for sin påstand om, at monarkiet svævede i fare, hvis statholderskabet ikke overgaves i andre hænder, advarende havde henvist til Christian Augusts forhold i Norge 1809, blev heftig imødegået af prinsens broder, hertugen, og som bekendt blev prinsen ikke fjernet; men ligesom det snart skulle vise sig, at den blinde mand atter ved denne lejlighed havde været den mest seende, således har hverken den augustenborgske hertugs apologi for sin onkel eller senere forskninger endnu kunnet omstøde Brocks vistnok sømmet på hovedet rammende udsagn om denne fyrste, på hvem Nordens skæbne et øjeblik hvilede: "Han var en Hædersmand, men en Krone vinkede, han svigtede sin Pligt og forsømte at skaffe Danmark Oprejsning for lidte Tab".

## Hæder
Brock blev Ridder af Dannebrog 1813, norsk kammerherre 1814, Kommandør af Dannebrog 1840 ved Christian VIII's sølvbryllup og 1853 hædret af Frederik VII med Storkorset.
Gift 1. gang 7. december 1798 i Garnisons Kirke med Bolette Mathilde Frost (22. januar 1770 på Gavnø – 7. februar 1799 i København), datter af forpagter på Gavnø, senere ejer af Aggersvold og brygger i København Carl Adolph Frost (1733-1800) og Charlotte Amalie Jensen Borchsenius (død 1799). Gift 2. gang 18. december 1801 i Garnisons Kirke med Elisabeth Andrea Lange (døbt 28. december 1781 i Akershus Slotskirke – 17. januar 1842 i Randers), datter af major, senere oberstløjtnant Søren Lange (1728-1789, gift 1. gang 1763 med Bartha Magdalena de Coucheron, 1722-1776, enke efter sognepræst Georg Fasting, 1702-1747) og Henrikke Cathrine Burensund (1748-1791, gift 1. gang 1770 med kaptajn Henrik Severin Blichfeldt, 1731-1776, gift 1. gang 1767 med Karen Leuch, død 1769).
Han er begravet i Randers.

## Gengivelser
Maleri af Just Holm 1838, kopi af Joh. Grenness. Litografi 1843 af Adolph Kittendorff efter tegning af Nathan Henriques. Litografi 1844 efter tegning af L.A. Smith af stænderrepræsentanterne i Viborg. Maleri (Eidsvold). Et maleri er kopieret af Oscar Matthiesen.